# Coppa Italia (Eishockey) 2011/12
Die Saison 2011/12 war die 16. Austragung des italienischen Pokalwettbewerbs im Eishockey. Titelverteidiger war der HC Pustertal. Der SG Cortina sicherte sich zum dritten Mal in der Geschichte den Pokal.

## Teilnehmende Mannschaften
- HC Alleghe
- HC Bozen
- SG Cortina
- HC Pustertal

## Turnier

### Halbfinals
| 14. Januar 2012 17:00 Uhr | HC Pustertal M. Oberrauch (58:20) | 1:2 n. V. (0:0, 0:0, 1:1, 0:1) Spielbericht | SG Cortina (59:25) R. Menei (63:21) M. Isherwood | Eiswelle, Bozen Zuschauer: 1.650 |

| 14. Januar 2012 20:30 Uhr | HC Bozen J. Knackstedt (31:07) | 1:0 (0:0, 1:0, 0:0) Spielbericht | HC Alleghe | Eiswelle, Bozen Zuschauer: 2.500 |

### Finale
| 15. Januar 2012 20:30 Uhr | HC Bozen M. McCutcheon (41:44) M. Sharp (45:21) M. Insam (56:02) | 3:4 n. P. (0:1, 0:1, 3:1, 0:0, 0:1) Spielbericht | SG Cortina (02:00) F. Adami (22:44) R. Menei (59:47) C. Fraser (65:00) J. Johansson | Eiswelle, Bozen Zuschauer: 1.650 |

## Kader des italienischen Pokalsiegers
| Italienischer Pokalsieger SG Cortina | Torhüter: Renè Baur, Jean-Philippe Levasseur Verteidiger: David Bowman, Mark Isherwood, Jan Öberg, Luca Zanatta, Luca Zandonella Angreifer: Francesco Adami, Andrea Baldo, Giorgio De Bettin (C), Luca Felicetti, Curtis Fraser, Rob Hennigar, Jonas Johansson, Christian Menardi, Ryan Menei, Andrea Moser, Denis Soravia Cheftrainer: Stefan Mair |